# 1 Thibault Square
L'1 Thibault Square è un grattacielo di Città del Capo in Sudafrica.

## Storia
I lavori di costruzione dell'edificio, iniziati nel 1969, vennero completati nel 1972.

## Descrizione
Il grattacielo, che conta 32 piani, raggiunge un'altezza di 126,5 metri, cosa che ne fa il secondo edificio più alto di Città del Capo dopo la Torre Portside.
Di stile modernista, il grattacielo è ruotato di 34 gradi rispetto all'impianto stradale in modo tale da ridurre l'esposizione al sole delle facciate; inoltre, l'originale orientamento dell'edificio fa sì che tutti gli uffici godano di una vista sul porto o sulle montagne, evitando così che si affaccino direttamente sulle facciate degli edifici circostanti.